# Вісланка
Вісланка або Віслянка (словац. Vislanka) — село в Словаччині, Старолюбовняському окрузі Пряшівського краю. Розташоване на півночі східної Словаччини на північно-східних схилах Левоцьких гір в долині потока Валаська вода.
Вперше згадується у 1773 році.
В селі є греко-католицька церква св. Козми і Дам'яна з 1842 року.

## Населення
| Рік:            | 1994. | 2004.   | 2014.   | 2024.   |
| --------------- | ----- | ------- | ------- | ------- |
| Кількість осіб: | 302   | 282     | 262     | 258     |
| Різниця:        |       | -6,62 % | -7,09 % | -1,52 % |

| Рік:            | 2023. | 2024.   |
| --------------- | ----- | ------- |
| Кількість осіб: | 261   | 258     |
| Різниця:        |       | -1,14 % |

В селі проживає 248 осіб.
Національний склад населення (за даними останнього перепису населення — 2001 року):
- словаки — 99,33%
- русини — 0,33%
- чехи — 0,33%

Склад населення за приналежністю до релігії станом на 2001 рік:
- греко-католики — 88,00%,
- римо-католики — 10,33%,
- православні — 0,33%,
- не вважають себе віруючими або не належать до жодної вищезгаданої церкви- 1,33%